# Makateafruchttaube
Die Makateafruchttaube (Ptilinopus chalcurus) ist eine Art der Taubenvögel, die zu den Flaumfußtauben zählt. Es ist eine kleine, kompakt gebaute und überwiegend grün gefiederte Art, die in Polynesien vorkommt.
Die Bestandssituation der Makateafruchttaube wird mit gefährdet (vulnerable) angegeben. Es werden keine Unterarten unterschieden.

## Erscheinungsbild
Die Makateafruchttaube erreicht eine Körperlänge von 23 Zentimeter, wovon 8,3 bis 9,8 Zentimeter auf den Schwanz entfallen. Die Flügellänge beträgt 12,8 bis 14 Zentimeter. Der Schnabel ist 1,1 bis 1,3 Zentimeter lang. Das Gewicht ist bislang nicht erfasst. Es besteht nur ein sehr geringer Geschlechtsdimorphismus. Die Weibchen sind lediglich etwas matter gefärbt.

### Adulte Makateafruchttauben
Die Stirn, die Zügel und der Scheitel sind violettrosa, bei einigen Individuen ist der Scheitel zum Nacken hin diffus gelbbraun eingefasst. Der Nacken und der Hals sind grünlich grau. Der Mantel und die Flügeldecken sind dunkel olivgrün, die großen Flügeldecken haben dabei einen leichten metallischen Glanz und einen schmalen schwefelgelben Saum. Die Handschwingen sind schwarz mit einem dunkelgrünen Glanz, die Außenfahnen und die Federspitzen sind blassgelb gesäumt. Der Rücken und der Bürzel sind dunkel olivgrün, das Schwanzgefieder ist glänzend grün. Insbesondere das mittlere Steuerfederpaar kann bei entsprechendem Lichteinfall bronzegrün schimmern. Das äußere Steuerfederpaar hat außerdem ein graues Endband, dass auf den Außenfahnen dunkelgrün und schmal gelb eingefasst ist.
Das Kinn und die Kehle sind cremeweiß und gehen in aschgraue Ohrdecken und einen aschgrauen Vorderhals und Brust über. Die Federn auf der mittleren Brust sind am Ende zweigeteilt, über die Federmitte verläuft ein gelblich-grünes Band. Der Bauch ist gelblich grün und geht am Bürzel in ein Zitronengelb über. Die Schenkel sind olivgrün mit breiten zitronengelben Federsäumen. Die Beine sind etwa bis zur Hälfte mit graugrünen Federn bedeckt. Die Unterschwanzdecken sind zitronengelb. Die Iris ist rot, der Schnabel ist gelb bis gelblich grün. Die Füße und nicht befiederten Beine sind rot bis rotviolett.

### Jungvögel
Den Jungvögeln fehlt noch der violettrosane Scheitel. Er ist bei ihnen noch dunkelgrün. Die Brustfedern sind noch nicht am Ende zweigeteilt und sind blassgelb gesäumt.

## Verbreitungsgebiet, Lebensraum und Gefährdung

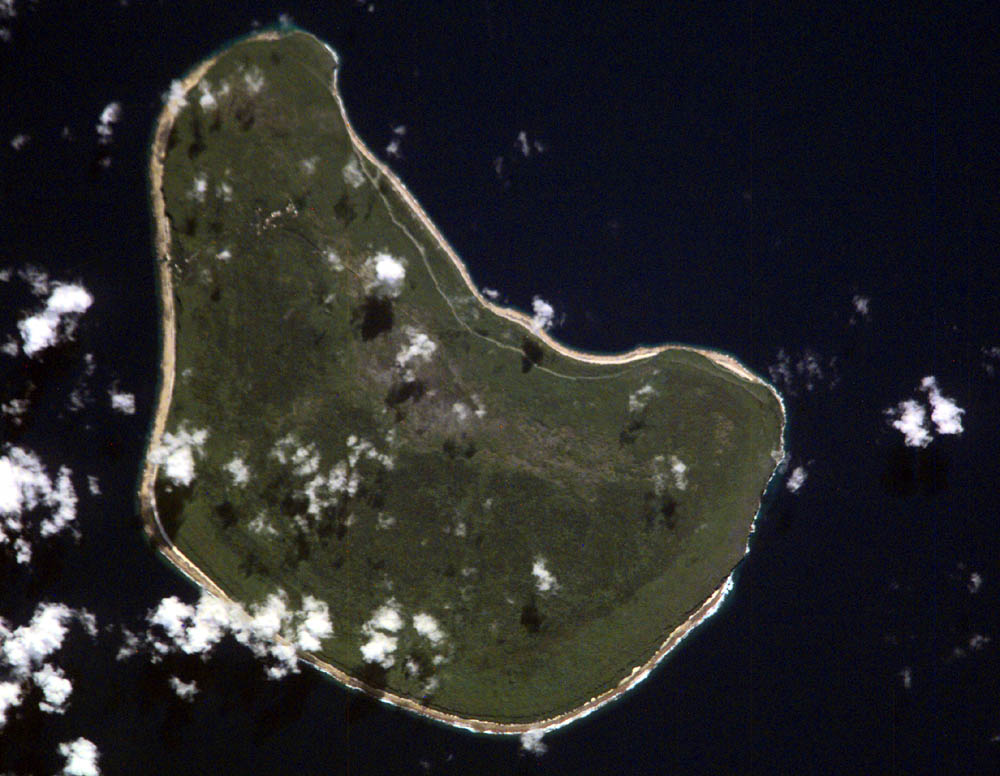
Makatea

Die Makateafruchttaube kommt ausschließlich auf Makatea vor, einer zu Französisch-Polynesien gehörenden Koralleninsel im Nordwesten des Tuamotu-Archipels. Die Insel liegt südlich der Palliser-Inseln, ihre Fläche beträgt 24 km². Höchste Erhebung ist der Mont Puutiare mit 110 Metern Höhe im Norden der Insel. Der Mont Aetia im Westen, die zweithöchste Erhebung, erreicht 90 Meter. Seitdem auf der Insel der Phosphatabbau eingestellt worden ist, ist die Anzahl der Bevölkerung auf weniger als 1000 gesunken.
Die Makateafruchttaube besiedelt alle baumbestandenen Lebensräume dieser Insel und ist selbst in den Dörfern anzutreffen. Die Taube war ursprünglich auf dieser Insel sehr zahlreich, der Bestand ging auf Grund der Entwaldung im Rahmen des Phosphatabbaus stark zurück. Seit Einstellung dieses Abbaus nimmt der Baumbestand auf der Insel wieder zu. Die Anzahl der Tauben steigt dadurch auch wieder. Die Taube wird nicht bejagt.

## Lebensweise
Über die Lebensweise der Makateafruchttaube ist sehr wenig bekannt. Sie wird gewöhnlich einzelgängerisch oder paarweise beobachtet. Nur sehr selten kommt es zur Bildung von größeren Trupps. Sie frisst überwiegend Früchte, dabei spielen Wildfeigen und die Früchte von Ylang-Ylang eine besonders große Rolle. Sie kann vermutlich in allen Kalendermonaten zur Brut schreiten, die Fortpflanzungsbiologie ist jedoch bislang kaum erforscht.